# Храм Всех Святых, в земле Российской просиявших (Париж)
Храм всех святы́х, в земле́ Росси́йской просия́вших (фр. Eglise de Tous les Saints glorifiés en Terre Russe) — бывший храм Русской Зарубежной Церкви (РПЦЗ) в Париже, основанный святителем Иоанном Шанхайским в 1961 году. Ныне центр неканонической Истинно-православной церкви Молдавии в Западной Европе. Всё движимое и недвижимое имущество прихода принадлежит «Православному культовому объединению», пребывающему в расколе с 2001 года.

## История
После Второй мировой войны Знаменский соборный храм, являвшийся единственным приходом РПЦЗ в Париже, присоединился вместе с митрополитом Серафимом (Лукьяновым) к Московскому Патриархату. Затем приходская община подчинила храм Константинопольскому Патриархату. Часть прихожан (бывшие «соборяне») решили остаться в лоне РПЦЗ и в 1955 году организовали в гараже-боксе часовню «Всех Святых, в Земле Российской просиявших».
В 1956 году прихожане Алексей Григорович-Барский и Игорь Дулгов нашли на улице Рибера в шестнадцатом округе Парижа подходящее помещение для церкви, где начались регулярные богослужения. Здесь служил правящий архиерей Западно-Европейской епархии архиепископ Иоанн (Максимович). Одна из верующих вспоминает: «я любила эту церковь в гараже. В ней хоть и было убого и была она маленькая, но было в ней очень молитвенное настроение. Наш дорогой владыка очень часто приезжал и у нас служил. С ним было так легко молиться. Он заражал своей молитвой».
В 1960 году в шестнадцатом округе Парижа по улице Клод Лоррен удалось приобрести особняк, где приход находится и поныне. 25 декабря 1961 года святитель Иоанн (Максимович) вместе с епископом Женевским Антонием (Бартошевичем) совершил освящение храма, ставшего кафедральным в Западно-Европейской епархии РПЦЗ. Здесь же находилась резиденция архиепископа Иоанна вплоть до его перевода на Сан-Францисскую кафедру в 1963 году. Расписали храм художники парижского Общества «Икона». Теперь на втором этаже особняка расположены мемориальные покои святителя.
С 1990 года настоятелем храма являлся протоиерей Вениамин Жуков.
26 апреля 2001 года протоиерей Вениамин решением Архиерейского Синода РПЦЗ был запрещён в священнослужении вместе с рядом священнослужителей Западно-Европейской епархии РПЦЗ. Решения не признал и начал распространять открытые письма с критикой епископов РПЦЗ, которые подвергли его прещению, противопоставляя их первоиерарху РПЦЗ митрополиту Виталию. В дальнейшем он не признал уход на покой митрополита Виталия в октябре того же года. 5 ноября того же года был создан «Синод Русской Православной Церкви в Изгнании», куда в качестве секретаря вошёл протоиерей Вениамин Жуков. В дальнейшем в парижском приходе, который он возглавлял, произошёл ряд значимых для данной неканонической юрисдикции событий.
16 сентября 2002 года Варнава (Прокофьев) и Сергий (Киндяков) произвели иеромонаха Антония (Орлова) в епископы «с решением эту хиротонию держать в тайне, на случай если наступит полное расстройство в нашей Церкви». Об этой хиротонии было сообщено только через год.
С 28 по 30 июня 2003 года здесь же прошли хиротонии Антония (Рудея), Анастасия (Суржика) и Виктора Пивоварова.
По состоянию на апрель 2004 года в клире храма числились: настоятель митрофорный протоиерей Вениамин Жуков, протоиерей Раду Апостолеску, протоиерей Павел Пуарье, иерей Николай Апостолеску, иподиакон Петр Филиппенко, чтец Григорий Флягин, чтец Иоанн Бир.
В январе 2017 года церковь описывалась так: «Церковь Всех Святых в Земле Российстей Просиявших занимает по сути подъезд в трехэтажном жилом многоквартирном доме. Цокольный этаж — трапезная, 1 этаж — место для проведения службы, примерно 50 м². На втором этаже размещаются келья Владыки Иоанна и две небольшие комнаты. С благословения отца Вениамина здесь могут остановиться и паломники».
23 января 2023 года скончался многолетний настоятель данного прихода Вениамин Жуков.